# Circuito integrado de microondas
MIC es acrónimo de Microwave Integrated Circuit (Circuito Integrado de Microondas).

## Fundamentos
Los circuitos integrados de microondas (MIC’s) se basan en el funcionamiento de las líneas de transmisión debiendo tener en cuenta todos los factores que intervienen en las mismas, como pueden ser:
	Factores de propagación y atenuación
	Impedancia característica
	Potencia

Y a su vez sufre los efectos adversos de toda línea, como pueden ser atenuaciones debido al mal aislamiento y perdidas de radiación por un mal diseño. 
De aquí podemos concluir que el diseño de los MIC requiere un gran esfuerzo para compensar todas las carencias y, sobre todo, para realizar productos de tamaño muy reducido.

## Historia
La invención del transistor alrededor de los años 60 trajo consigo multitud de aplicaciones prácticas, como son los diodos de túnel, varactores, etc., pero el verdadero desarrollo fue en la década de los 50, con la llegada de los transistores de microondas (MPC). 
Si a este invento se le une el hecho de que se podía integrar en un volumen de 812E-7 centímetros cúbicos, nos da una idea de la nueva de posibilidades que se abría frente a nosotros. Actualmente, la tecnología MIC se aplica en los siguientes campos:
- Teléfonos móviles.
- Receptor-transmisor para sistemas wireless.
- Transpondedores electromagnéticos.
- Receptores GPS.
- Dispositivos médicos
- Sistemas de control robóticos
- Dispositivos de medición del nivel de contaminación.

## Descripción
Esta tecnología se basa en el uso de una línea de transmisión plana, como es el caso de stripline. Posee la ventaja de poder combinar las diferentes funciones de varios circuitos sin usar ningún tipo de conector.

## MPC y HMIC
En 1951, aparece la tecnología MPC, cuyo significado se puede traducir por circuitos impresos de microondas. Se basaba en la tecnología stripline, que destaca por una línea de configuración planar y un cable coaxial modificado. Destacaban porque eran ligeros, de fácil fabricación y su producción tenía un coste barato. Su sustrato estaba hecho de teflón (PTFE).
Las diferentes aplicaciones de la tecnología se muestran a continuación:
En 1952, se crea la tecnología Microstrip, y con ella, se desarrolla otra tecnología, la HMIC, circuitos integrados de microondas híbridos. Las claves fueron el desarrollo de los transistores FET frente a los BJT, ya que eran más pequeños, se podía trabajar a más alta frecuencia e introducían menos ruido. El sustrato estaba compuesto de alúmina. Un punto a destacar es que esta tecnología posee una capa de metalización de sus conductores, líneas de transmisión y componentes discretos, como son resistencias, condensadores, inductores… pegadas al sustrato.
Las propiedades que destacan de la tecnología HMIC se pueden resumir en la siguiente lista:
- Creación de la tecnología a una escala muy pequeña.
- Sustratos de alta permitividad.
- Gran nivel de integración.
- Producción a gran escala.

Tres son los procesos que destacan a la hora de la fabricación de la tecnología HMIC:
- Fotograbado o Thin-Film: Producción en cadena y espectro ancho.
- Serigrafía o Thick-Film: Fabricación barata y cubre el espectro de microondas.
- Cerámica cocida a baja temperatura o Low-Temperature Cofired Ceramic (LTCC): Multicapa, elevada integración y flexibilidad de diseño.

Las claves por las cuales esta tecnología se superpuso a las tecnologías de su época fue debido al buen comportamiento que tenía a muy altas frecuencias y la estandarización de los procesos de fabricación le dieron a esta tecnología una ventaja sobre las demás.